# Common grounds
Common ground is een studioalbum van een kwartet rond vibrafonist Gary Burton. Burton speelt al langer in de kwartetvorm, maar zag steeds leden vertrekken en nieuwe komen, vandaar The New Gary Burton Quartet. Het album is opgenomen in gebouwen van Universiteit van New York, Steinhardt School of Culture, Education and Human Development.

## Musici
- Gary Burton – vibrafoon
- Julian Lage – gitaar
- Scott Colley – bas
- Anthonio Sanchez – drumstel

## Muziek
| Nr. | Titel                                             | Duur |
| --- | ------------------------------------------------- | ---- |
| 1.  | Late night service (Vadim Neselovkyi)             | 6:32 |
| 2.  | Never the same way (Colley)                       | 6:57 |
| 3.  | Common ground (Sanchez)                           | 6:58 |
| 4.  | Was it so long ago? (Burton)                      | 6:12 |
| 5.  | Etude (Lage)                                      | 5:46 |
| 6.  | Last snow (Vadim Neselovkyi)                      | 7:01 |
| 7.  | Did you get it? (Sanchez)                         | 5;11 |
| 8.  | My funny Valentine (Lorenz Hart, Richard Rodgers) | 7:11 |
| 9.  | Banksy (Lage)                                     | 6:08 |
| 10. | In your quiet place (Keith Jarrett)               | 7:17 |

Vadim Neselovkyi is een docent student aan het Berklee College of Music, alwaar Burton ook langere tijd lesgaf. Banksy is geïnspireerd op kunstenaar Banksy.